# Tepoto Sud
Tepoto Sud è un atollo appartenente all'arcipelago delle Isole Tuamotu nella Polinesia francese.